# Jan-Lennard Struff
Jan-Lennard Struff, né le 25 avril 1990 à Warstein, est un joueur de tennis allemand, professionnel depuis 2009.
Il a remporté le Tournoi de Munich en 2024 et atteint trois autres finales en simple sur le Circuit ATP dont le Masters 1000 de Madrid en 2023. Il a également gagné quatre titres en double sur le circuit principal, dont deux ATP 500.

## Carrière

### Premières années sur le circuit Challenger
En 2011, Jan-Lennard Struff atteint la finale des tournois Challenger de Alphen-sur-le-Rhin et de Fürth.
En 2012, il atteint la finale des tournois Challenger de Madrid et de Loughborough et termine la saison dans le top 200.
En 2013, il se qualifie pour son premier tournoi du Grand Chelem à Roland-Garros mais perd au premier tour face à Evgeny Donskoy. Il se qualifie ensuite pour le tournoi de Wimbledon et bat Blaž Kavčič au premier tour puis s'incline face à Jérémy Chardy.
En 2014, il atteint les demi-finales à l'Open 13 de Marseille puis à l'Open de Munich après avoir battu le 30e mondial Feliciano López au premier tour. Il remporte ensuite le tournoi Challenger de Heilbronn en battant en finale Márton Fucsovics. Il atteint encore les demi-finales de l'Open de Moselle.
En 2015, il est sélectionné pour la première fois dans l'équipe d'Allemagne de Coupe Davis. Il s'incline lors du premier match face à la France contre Gilles Simon en 4 h 24 (7-64, 2-6, 6-71, 6-2, 10-8). Le 4 octobre de la même année il remporte l'Open d'Orléans (tournoi challenger) face à Jerzy Janowicz .
En 2016, il remporte un titre Challenger à Alphen-sur-le-Rhin en septembre puis à Mons en octobre. En novembre, il se qualifie pour le tableau final du Masters de Paris-Bercy et bat au second tour le 3e mondial Stanislas Wawrinka (3-6, 7-66, 7-61).

### Meilleures performances sur le circuit principal
En 2019, il est 45e mondial quand il se présente à Roland-Garros. Son parcours pour accéder aux huitièmes de finale est remarquable : il bat successivement le Canadien et 24e mondial Denis Shapovalov, tête de série no 20, en trois sets (7-61, 6-3, 6-4), le Moldave et 40e mondial Radu Albot en quatre sets dont trois très serrés (7-62, 7-63, 64-7, 6-2) puis le Croate et 15e mondial Borna Ćorić, tête de série no 13 en cinq sets (4-6, 6-1, 4-6, 7-61, 11-9). Mais en huitième, il est arrêté par une autre tête de série, le numéro un mondial Novak Djokovic, qui dispose de l'Allemand de 29 ans en trois sets et 1 h 33 minutes (6-3, 6-3, 6-2). Ce bon parcours lui permet d'obtenir le meilleur classement de sa carrière : le lendemain du tournoi, le 10 juin, il progresse de sept places et pointe ainsi au 38e rang à l'ATP.
Au tournoi de Cincinnati 2020, il élimine trois joueurs du top 20 (Alex De Minaur, Denis Shapovalov et David Goffin). Il accède à un premier quart de finale dans un tournoi de catégorie Masters 1000 où il est éliminé par Novak Djokovic.
En 2021, l'Allemand est finaliste à l'Open de Munich, sa première finale sur le circuit ATP ; il la perd face au Géorgien Nikoloz Basilashvili. 
Au tournoi de Monte-Carlo 2023, après être sorti des qualifications, il élimine l'Espagnol Albert Ramos-Viñolas (6-4, 6-3), l'Australien Alex de Minaur (6-3, 6-2) et le numéro 4 mondial, Casper Ruud (6-1, 7-6), et accède pour la deuxième fois de sa carrière à un quart de finale de Masters 1000. Il s'incline seulement à ce stade contre le sixième mondial et futur vainqueur du tournoi, Andrey Rublev (1-6, 6-7). Au Masters 1000 de Madrid, il est défait durant les qualifications mais est repêché pour intégrer le tableau final. Il s'impose d'abord contre Lorenzo Sonego (6-3, 6-1) puis renverse le jeune Américain Ben Shelton (4-6, 7-6, 7-5) au deuxième tour qu'il franchit pour la première fois à Madrid. Il continue son chemin en sortant le Serbe Dušan Lajović, récent vainqueur à Banja Luka (6-7, 6-3, 6-3) et l'Argentin Pedro Cachín (7-6, 6-7, 6-3) pour disputer son deuxième quart de finale consécutif en Masters 1000. Il affronte le numéro cinq mondial Stéfanos Tsitsipás, finaliste à Barcelone la semaine précédente et de l'Open d'Australie en début d'année. Il sort le Grec (7-6, 5-7, 6-3) et parvient pour la première fois de sa carrière en demi-finale d'un Masters 1000. Il rencontre en demi-finale le Russe Aslan Karatsev, qui l'avait battu en qualifications et prend sa revanche (4-6, 6-3, 6-4). Cette victoire lui permet de jouer la deuxième finale de sa carrière à 33 ans et de devenir le premier joueur repêché des qualifications à atteindre une finale de Master 1000. Il s'incline (4-6, 6-3, 3-6) face à la tête de série no 1, tenant du titre et no 2 mondial Carlos Alcaraz. À l'issue du tournoi, il devient 28e mondial, son meilleur classement ATP à ce stade de sa carrière.
Il confirme sa bonne forme en battant lors du tournoi de Stuttgart, dans son pays natal le Chinois Zhang Zhizhen (6-1, 6-4), l'Américain Tommy Paul (7-6, 7-6), demi-finaliste à l'Open d'Australie, le Français Richard Gasquet (6-4, 7-5), tombeur du Grec Stéfanos Tsitsipás et Hubert Hurkacz (3-6, 6-3, 6-3) pour atteindre la troisième finale de sa carrière, la première sur gazon. Il y affronte l'Américain Frances Tiafoe et s'incline (6-4, 6-7, 6-7).
Il revient signer une belle performance l'année suivante en Allemagne à Munich, où, dans des conditions météorologiques difficiles, il parvient à se défaire du Néerlandais Botic van de Zandschulp (7-6, 6-4), de l'ancien Top 10 Félix Auger-Aliassime (7-5, 6-4) et torpille le double tenant du titre Danois Holger Rune, tête de série numéro deux en 45 minutes (6-2, 6-0) en demi-finale. Il écarte l'Américain Taylor Fritz en finale (7-5, 6-3) pour remporter son premier titre ATP à 33 ans.

## Palmarès

### Titre en simple
| No | Date       | Nom et lieu du tournoi | Catégorie | Dotation  | Surface      | Finaliste    | Score    |          |
| -- | ---------- | ---------------------- | --------- | --------- | ------------ | ------------ | -------- | -------- |
| 1  | 15-04-2024 | BMW Open, Munich       | ATP 250   | 579 320 € | Terre (ext.) | Taylor Fritz | 7-5, 6-3 | Parcours |

### Finales en simple messieurs
| No | Date       | Nom et lieu du tournoi    | Catégorie    | Dotation    | Surface      | Vainqueur            | Score           |          |
| -- | ---------- | ------------------------- | ------------ | ----------- | ------------ | -------------------- | --------------- | -------- |
| 1  | 26-04-2021 | BMW Open, Munich          | ATP 250      | 419 470 €   | Terre (ext.) | Nikoloz Basilashvili | 6-4, 7-65       | Parcours |
| 2  | 26-04-2023 | Mutua Madrid Open, Madrid | Masters 1000 | 7 705 780 € | Terre (ext.) | Carlos Alcaraz       | 6-4, 3-6, 6-3   | Parcours |
| 3  | 12-06-2023 | BOSS OPEN, Stuttgart      | ATP 250      | 718 410 €   | Gazon (ext.) | Frances Tiafoe       | 4-6, 7-61, 7-68 | Parcours |

### Titres en double messieurs
| No | Date       | Nom et lieu du tournoi                        | Catégorie | Dotation    | Surface    | Partenaire        | Finalistes                           | Score             |          |
| -- | ---------- | --------------------------------------------- | --------- | ----------- | ---------- | ----------------- | ------------------------------------ | ----------------- | -------- |
| 1  | 01-10-2018 | Rakuten Japan Open Tennis Championships Tokyo | ATP 500   | 1 781 930 $ | Dur (int.) | Ben McLachlan     | Raven Klaasen Michael Venus          | 6-4, 7-5          | Parcours |
| 2  | 07-01-2019 | ASB Classic Auckland                          | ATP 250   | 527 880 $   | Dur (ext.) | Ben McLachlan     | Raven Klaasen Michael Venus          | 6-3, 6-4          | Parcours |
| 3  | 16-09-2019 | Moselle Open Metz                             | ATP 250   | 524 340 €   | Dur (int.) | Robert Lindstedt  | Nicolas Mahut Édouard Roger-Vasselin | 2-6, 7-61, [10-4] | Parcours |
| 4  | 26-02-2024 | Dubai Duty Free Tennis Championships Dubaï    | ATP 500   | 2 941 785 $ | Dur (ext.) | Tallon Griekspoor | Ivan Dodig Austin Krajicek           | 6-4, 4-6, [10-6]  | Parcours |

### Finales en double messieurs
| No | Date       | Nom et lieu du tournoi                     | Catégorie | Dotation    | Surface      | Vainqueurs                          | Partenaire     | Score             |          |
| -- | ---------- | ------------------------------------------ | --------- | ----------- | ------------ | ----------------------------------- | -------------- | ----------------- | -------- |
| 1  | 07-01-2018 | Sydney International Sydney                | ATP 250   | 468 910 $   | Dur (ext.)   | Łukasz Kubot Marcelo Melo           | Viktor Troicki | 6-3, 6-4          | Parcours |
| 2  | 25-02-2019 | Dubai Duty Free Tennis Championships Dubaï | ATP 500   | 2 736 845 $ | Dur (ext.)   | Rajeev Ram Joe Salisbury            | Ben McLachlan  | 7-64, 6-3         | Parcours |
| 3  | 10-02-2020 | ABN AMRO World Tennis Tournament Rotterdam | ATP 500   | 2 013 855 € | Dur (int.)   | Pierre-Hugues Herbert Nicolas Mahut | Henri Kontinen | 7-65, 4-6, [10-7] | Parcours |
| 4  | 15-04-2024 | BMW Open Munich                            | ATP 250   | 579 320 €   | Terre (ext.) | Yuki Bhambri Albano Olivetti        | Andreas Mies   | 7-66, 7-65        | Parcours |

### En Challenger
Jan-Lennard Struff a remporté 6 tournois Challenger en simple : à Heilbronn en 2014, Szczecin et Orléans en 2015, Alphen-sur-le-Rhin et Mons en 2016 et Brunswick en 2022 ; et 7 en double : à Szczecin en 2014, Alphen-sur-le-Rhin en 2015 et 2016, Canberra et Gênes en 2017 et Brunswick et Bergame en 2022.

## Parcours dans les tournois duGrand Chelem

### En simple
| Année | Open d'Australie | Open d'Australie      | Internationaux de France | Internationaux de France | Wimbledon       | Wimbledon       | US Open         | US Open           |
| ----- | ---------------- | --------------------- | ------------------------ | ------------------------ | --------------- | --------------- | --------------- | ----------------- |
| 2013  | —                | —                     | 1er tour (1/64)          | Evgeny Donskoy           | 2e tour (1/32)  | Jérémy Chardy   | 1er tour (1/64) | Guillaume Rufin   |
| 2014  | 1er tour (1/64)  | Mikhail Youzhny       | 2e tour (1/32)           | Gaël Monfils             | 1er tour (1/64) | Łukasz Kubot    | 2e tour (1/32)  | John Isner        |
| 2015  | 1er tour (1/64)  | Dudi Sela             | 1er tour (1/64)          | Viktor Troicki           | 1er tour (1/64) | Bernard Tomic   | —               | —                 |
| 2016  | —                | —                     | 1er tour (1/64)          | Jo-Wilfried Tsonga       | 1er tour (1/64) | Daniel Evans    | 1er tour (1/64) | Donald Young      |
| 2017  | 1er tour (1/64)  | Dominic Thiem         | 1er tour (1/64)          | Tomáš Berdych            | 1er tour (1/64) | Milos Raonic    | 1er tour (1/64) | A. Dolgopolov     |
| 2018  | 2e tour (1/32)   | Roger Federer         | 2e tour (1/32)           | Steve Johnson            | 3e tour (1/16)  | Roger Federer   | 3e tour (1/16)  | David Goffin      |
| 2019  | 1er tour (1/64)  | Matthew Ebden         | 1/8 de finale            | Novak Djokovic           | 3e tour (1/16)  | M. Kukushkin    | 2e tour (1/32)  | John Isner        |
| 2020  | 1er tour (1/64)  | Novak Djokovic        | 2e tour (1/32)           | Daniel Altmaier          | Annulé          | Annulé          | 3e tour (1/16)  | Novak Djokovic    |
| 2021  | 1er tour (1/64)  | Christopher O'Connell | 1/8 de finale            | Diego Schwartzman        | 1er tour (1/64) | Daniil Medvedev | 1er tour (1/64) | Tallon Griekspoor |
| 2022  | 1er tour (1/64)  | B. van de Zandschulp  | —                        | —                        | 1er tour (1/64) | Carlos Alcaraz  | —               | —                 |
| 2023  | 1er tour (1/64)  | Tommy Paul            | 1er tour (1/64)          | Jiří Lehečka             | —               | —               | —               | —                 |
| 2024  | 2e tour (1/32)   | Miomir Kecmanović     | 3e tour (1/16)           | Alex de Minaur           | 3e tour (1/16)  | Daniil Medvedev | 1er tour (1/64) | Laslo Djere       |
| 2025  | 1er tour (1/64)  | Félix Auger-Aliassime | 1er tour (1/64)          | Sebastian Ofner          | 3e tour (1/16)  | Carlos Alcaraz  |                 |                   |

N.B. : à droite du résultat se trouve le nom de l'ultime adversaire.

### En double messieurs
| Année | Open d'Australie                                                                      | Open d'Australie                                                                           | Internationaux de France                                                                | Internationaux de France                                                                  | Wimbledon                                                                                 | Wimbledon                                                                                 | US Open | US Open |
| ----- | ------------------------------------------------------------------------------------- | ------------------------------------------------------------------------------------------ | --------------------------------------------------------------------------------------- | ----------------------------------------------------------------------------------------- | ----------------------------------------------------------------------------------------- | ----------------------------------------------------------------------------------------- | ------- | ------- |
| 2014  | —                                                                                     | —                                                                                          | —                                                                                       | —                                                                                         | 2e tour (1/16) D. Brown \|\| style="text-align:left;" \| Daniel Nestor N. Zimonjić        | 2e tour (1/16) D. Thiem \|\| style="text-align:left;" \| J.-J. Rojer Horia Tecău          |         |         |
| 2015  | 1er tour (1/32) D. Thiem \|\| style="text-align:left;" \| J. Knowle V. Pospisil       | 1er tour (1/32) D. Thiem \|\| style="text-align:left;" \| P. Carreño D. Gimeno             | —                                                                                       | —                                                                                         | —                                                                                         | —                                                                                         |         |         |
| 2016  | —                                                                                     | —                                                                                          | —                                                                                       | —                                                                                         | 2e tour (1/16) D. Brown \|\| style="text-align:left;" \| J. Marray A. Shamasdin           | —                                                                                         | —       |         |
| 2017  | 1er tour (1/32) A. Begemann \|\| style="text-align:left;" \| R. Lindstedt M. Venus    | 2e tour (1/16) M. Zverev \|\| style="text-align:left;" \| Nick Kyrgios J. Thompson         | 1er tour (1/32) A. Begemann \|\| style="text-align:left;" \| R. Harrison M. Venus       | 1er tour (1/32) João Sousa \|\| style="text-align:left;" \| Nick Kyrgios Matt Reid        |                                                                                           |                                                                                           |         |         |
| 2018  | 1/2 finale B. McLachlan \|\| style="text-align:left;" \| O. Marach Mate Pavić         | 1er tour (1/32) B. McLachlan \|\| style="text-align:left;" \| M. Arévalo J. Cerretani      | 1/4 de finale B. McLachlan \|\| style="text-align:left;" \| F. Nielsen J. Salisbury     | 1er tour (1/32) B. McLachlan \|\| style="text-align:left;" \| M. Berrettini Andreas Seppi |                                                                                           |                                                                                           |         |         |
| 2019  | 1er tour (1/32) B. McLachlan \|\| style="text-align:left;" \| Radu Albot Malek Jaziri | 1er tour (1/32) B. McLachlan \|\| style="text-align:left;" \| Jérémy Chardy Fabrice Martin | 1er tour (1/32) B. McLachlan \|\| style="text-align:left;" \| Łukasz Kubot Marcelo Melo | 1er tour (1/32) Tim Pütz \|\| style="text-align:left;" \| Daniel Evans Cameron Norrie     |                                                                                           |                                                                                           |         |         |
| 2020  | 1/4 de finale H. Kontinen \|\| style="text-align:left;" \| Rajeev Ram Joe Salisbury   | 1er tour (1/32) H. Kontinen \|\| style="text-align:left;" \| Ivan Dodig Filip Polášek      | Annulé                                                                                  | Annulé                                                                                    | 1er tour (1/16) Nicolas Mahut \|\| style="text-align:left;" \| M. Demoliner M. Middelkoop |                                                                                           |         |         |
| 2021  | —                                                                                     | —                                                                                          | 1/8 de finale R. Haase \|\| style="text-align:left;" \| P.-H. Herbert Nicolas Mahut     | —                                                                                         | —                                                                                         | 1er tour (1/32) C. Norrie \|\| style="text-align:left;" \| Simone Bolelli Máximo González |         |         |
| 2022  | 2e tour (1/16) D. Köpfer \|\| style="text-align:left;" \| Ariel Behar G. Escobar      | —                                                                                          | —                                                                                       | —                                                                                         | —                                                                                         | —                                                                                         | —       |         |
| 2023  | —                                                                                     | —                                                                                          | 1er tour (1/32) T. Kokkinakis \|\| style="text-align:left;" \| S. Bolelli F. Fognini    | —                                                                                         | —                                                                                         | —                                                                                         | —       |         |

N.B. : le nom du partenaire se trouve sous le résultat ; les noms des ultimes adversaires se trouvent à droite.

## Parcours dans lesMasters 1000
| Année | Indian Wells            | Miami                  | Monte-Carlo                  | Madrid                   | Rome                       | Canada                  | Cincinnati                | Shanghai               | Paris                      |
| ----- | ----------------------- | ---------------------- | ---------------------------- | ------------------------ | -------------------------- | ----------------------- | ------------------------- | ---------------------- | -------------------------- |
| 2015  | 1er tour T. Kokkinakis  | 2e tour G. García      | 1er tour J.-W. Tsonga        | —                        | —                          | —                       | —                         | —                      | —                          |
| 2016  | —                       | —                      | 1er tour D. Thiem            | —                        | —                          | —                       | —                         | —                      | 1/8 de finale J. Isner     |
| 2017  | 2e tour L. Pouille      | 3e tour F. Delbonis    | 1/8 de finale D. Schwartzman | —                        | 2e tour S. Querrey         | —                       | —                         | 1/8 de finale A. Ramos | 1er tour B. Ćorić          |
| 2018  | 1er tour A. de Minaur   | 1er tour M. Ymer       | 1/8 de finale A. Zverev      | 2e tour B. Ćorić         | —                          | —                       | —                         | —                      | —                          |
| 2019  | 1/8 de finale M. Raonic | 1er tour R. Opelka     | 2e tour G. Dimitrov          | 2e tour M. Čilić         | 1/8 de finale K. Nishikori | 2e tour N. Basilashvili | 1/8 de finale D. Medvedev | 1er tour M. Berrettini | 1/8 de finale J.-W. Tsonga |
| 2020  | n.o.                    | n.o.                   | n.o.                         | n.o.                     | 1er tour F. Coria          | n.o.                    | 1/4 de finale N. Djokovic | n.o.                   | 2e tour P. Carreño         |
| 2021  | 2e tour F. Fognini      | 3e tour R. Bautista    | 1er tour G. Dimitrov         | 1er tour A. Popyrin      | 2e tour A. Rublev          | 1er tour F. Fognini     | 1er tour D. Köpfer        | n.o.                   | 1er tour T. Paul           |
| 2022  | 1er tour J. Millman     | 1er tour P. Martínez   | —                            | —                        | —                          | —                       | —                         | n.o.                   | —                          |
| 2023  | 2e tour T. Paul         | 2e tour G. Dimitrov    | 1/4 de finale A. Rublev      | Finale C. Alcaraz        | —                          | —                       | —                         | 2e tour M. Arnaldi     | 1er tour F. Auger          |
| 2024  | 3e tour J. Sinner       | 3e tour A. de Minaur   | 1/8 de finale J. Sinner      | 1/8 de finale C. Alcaraz | 2e tour S. Tsitsipás       | —                       | 1er tour S. Tsitsipás     | —                      | 2e tour A. Fils            |
| 2025  | 1er tour G. Monfils     | 1er tour A. Davidovich | 1er tour V. Vacherot         | 2e tour S. Tsitsipás     | —                          |                         |                           |                        |                            |

N.B. : sous le résultat se trouve le nom de l’ultime adversaire.

## Victoires sur le top 10
Toutes ses victoires sur des joueurs classés dans le top 10 de l'ATP lors de la rencontre.
| Légende      |
| ------------ |
| Grand Chelem |
| Masters 1000 |
| ATP 500      |
| ATP 250      |
| Coupe Davis  |

| #  | J-L.S. | Tournoi       | Année | Surface      | Adversaire         | Rang  | Tour | Score                    |
| -- | ------ | ------------- | ----- | ------------ | ------------------ | ----- | ---- | ------------------------ |
| 1  | no 91  | Paris-Bercy   | 2016  | Dur (int.)   | Stanislas Wawrinka | no 3  | 1/16 | 3-6, 7-66, 7-61          |
| 2  | no 56  | Tokyo         | 2018  | Dur          | Marin Čilić        | no 6  | 1/16 | 3-6, 6-4, 7-61           |
| 3  | no 55  | Indian Wells  | 2019  | Dur          | Alexander Zverev   | no 3  | 1/16 | 6-3, 6-1                 |
| 4  | no 51  | Barcelone     | 2019  | Terre battue | Stéfanos Tsitsipás | no 8  | 1/8  | 6-4, 3-6, 6-2            |
| 5  | no 51  | Rome          | 2019  | Terre battue | Marin Čilić        | no 10 | 1/16 | 6-2, 6-3                 |
| 6  | no 36  | Cincinnati    | 2019  | Dur          | Stéfanos Tsitsipás | no 7  | 1/16 | 6-4, 65-7, 7-66          |
| 7  | no 36  | Paris-Bercy   | 2019  | Dur          | Karen Khachanov    | no 8  | 1/16 | 7-65, 3-6, 7-5           |
| 8  | no 34  | Cincinnati    | 2020  | Dur          | David Goffin       | no 10 | 1/8  | 6-4, 3-6, 6-4            |
| 9  | no 42  | Roland-Garros | 2021  | Terre battue | Andrey Rublev      | no 7  | 1/64 | 6-3, 7-66, 4-6, 3-6, 6-4 |
| 10 | no 49  | Halle         | 2021  | Gazon        | Daniil Medvedev    | no 2  | 1/16 | 7-66, 6-3                |
| 11 | no 100 | Monte-Carlo   | 2023  | Terre battue | Casper Ruud        | no 4  | 1/8  | 6-1, 7-66                |
| 12 | no 65  | Madrid        | 2023  | Terre battue | Stéfanos Tsitsipás | no 5  | 1/4  | 7-65, 5-7, 6-3           |

## Classements ATP en fin de saison
| Année          | 2008 | 2009 | 2010 | 2011 | 2012 | 2013 | 2014 | 2015 | 2016 | 2017 | 2018 | 2019 | 2020 | 2021 | 2022 | 2023 | 2024 |
| Rang en simple | –    | 703  | 357  | 238  | 167  | 110  | 59   | 108  | 63   | 53   | 57   | 35   | 36   | 51   | 151  | 25   | 42   |
| Rang en double | 1092 | 1263 | –    | 621  | 406  | 449  | 168  | 161  | 182  | 190  | 22   | 56   | 53   | 68   | 139  | 276  | 128  |

Source : (en) Classements de Jan-Lennard Struff sur le site officiel de la Fédération internationale de tennis